# Rose (chanteuse)
Pour les articles homonymes, voir Rose.
Keren Meloul, dite Rose, est une auteure-compositrice-interprète française, née le 24 mai 1978 à Nice (Alpes-Maritimes).

## Biographie

### Enfance et Formation
Rose naît à Nice dans une famille d’origine italienne et pied-noir.
Après des études de droit, elle devient professeur des écoles et enseigne à l'école juive Merkaz Ohr Joseph dans le 19e arrondissement de Paris avant de se lancer dans la musique. Dans La Parenthèse inattendue, elle raconte qu'elle a triché pour obtenir sa maîtrise de droit,.
Son grand-père maternel quitte l'Italie pour s'installer comme tailleur à Nice. C'est en hommage à ce dernier qu'elle écrit Ciao bella. Sa mère est décoratrice d'intérieur et son père, pied-noir, est agent immobilier. Elle a un grand frère, Yoan, et une petite sœur Hannah.

### Vie privée
Rose se marie civilement le 24 juin 2008 avec Bensé (le « Julien » qui donne son titre à l'une de ses chansons) à Nice ; le mariage religieux a eu lieu le 24 août 2008 dans le Var. Le couple divorce en novembre 2009.
Le 8 juin 2011, elle donne naissance à un petit garçon.

## Carrière

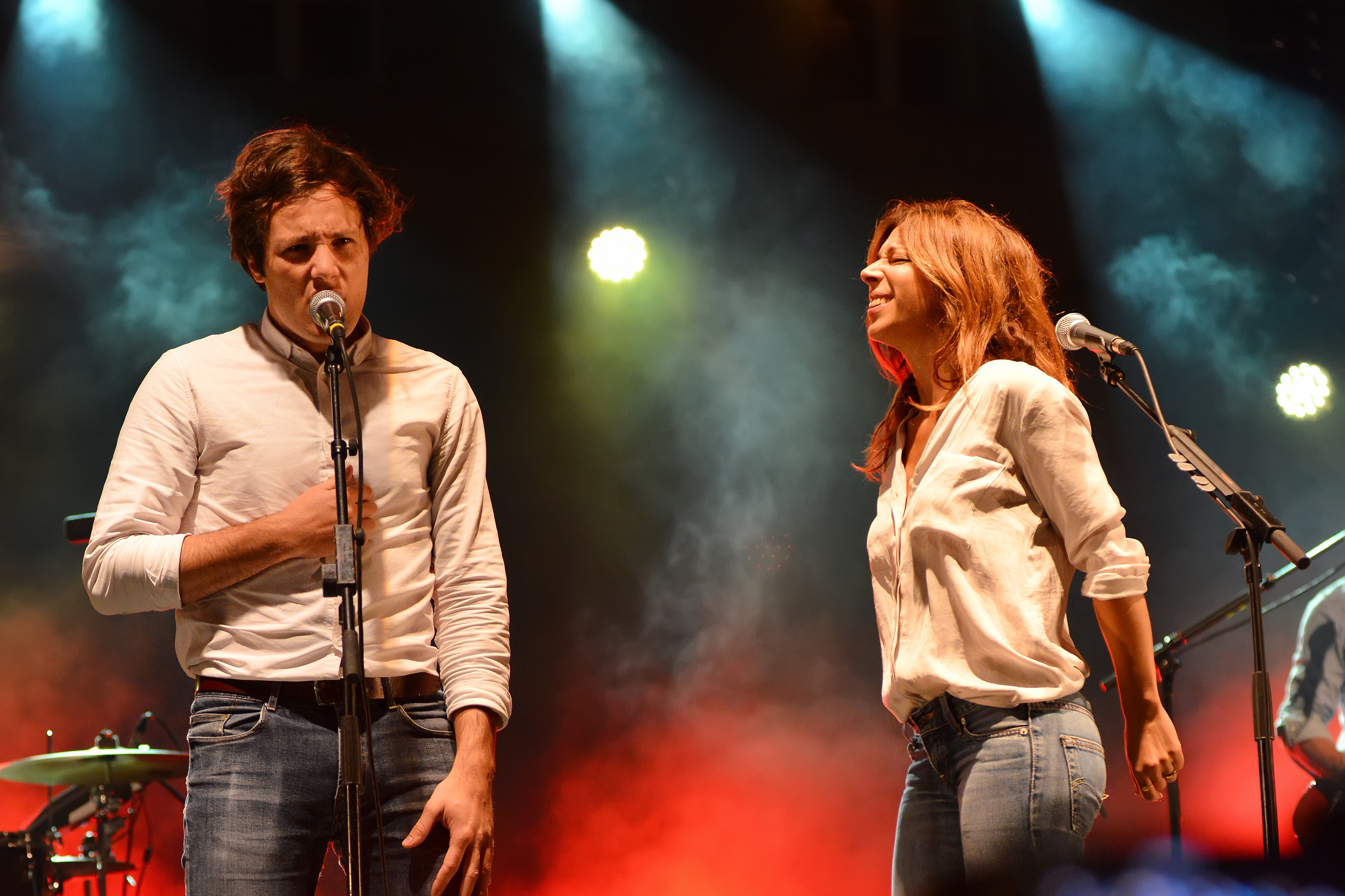
Rose en duo avec Vianney en 2015.

Rose choisi son pseudonyme en référence à Janis Joplin et au film The Rose de Mark Rydell.
Elle sort son premier single : La Liste avec une chanson éponyme de son premier album en 2006. Puis sortira le single Ciao Bella. Elle sera récompensée pour cet album.
En 2006, Rose fait la première partie des concerts d'Alain Souchon, en mars à l'Olympia et en juin au Zénith de Paris. Elle fait aussi les premières parties d'Axelle Red à la Cigale, d'Olivia Ruiz et de the Servant lors de leurs tournées fin 2006 / début 2007.
Elle commence en mars 2007 une petite tournée accompagnée d'un groupe et fait salle comble en province, mais aussi à Paris où elle est programmée seule au Café de la Danse fin mai, puis à la Cigale en octobre 2007.
Entre septembre 2007 et août 2008, elle sillonne les routes de France avec son groupe, en passant par l'Olympia à Paris en juin 2008, avec Bensé en première partie. Sa tournée s'achève le 2 août 2008 à Montréal.
En 2009, elle enregistre son second album, intitulé Les Souvenirs sous ma frange.
En 2010, elle décide de soutenir l'association « Prête-moi ta gomme », et en devient la marraine officielle. Cette même année, elle écrit également un texte pour la chanteuse Jenifer pour son album Appelle-moi Jen. En 2012, elle participe au single caritatif Je reprends ma route en faveur de l'association « Les voix de l'enfant ».
Son troisième album intitulé Et puis juin sort le 18 février 2013. Il fait l'objet notamment de critiques défavorables de la part de certains médias, mais recueille un bon accueil auprès du public se classant 14ème meilleure vente en mars 2013.
Elle participe en 2013 à l'album We Love Disney en reprenant la chanson Au bout du rêve du film La Princesse et la Grenouille.
En 2014, Rose participe à la chanson Le Chemin de pierre pour #AbbéRoad, le projet de La Fondation Abbé Pierre ainsi qu'à l'album Kiss & love au profit du Sidaction en reprenant Qu'est-ce que t'es belle en duo avec Alain Souchon. Elle participe également à la tournée du Soldat Rose 2 dans le rôle de la Boîte à Meuh en remplacement de Camélia Jordana.
En 2015, sort son quatrième album, Pink Lady, qui comporte un duo avec Jean-Louis Murat intitulé Pour être deux, une chanson composée par Loane. Au cours de sa tournée, elle chante ce duo avec Dominique Dalcan, Laurent Lamarca, Vianney, Thomas Semence et Medi.
En parallèle de sa carrière de chanteuse, elle écrit des textes pour de nombreux artistes : Suis-moi pour Louis Bertignac (2014), Cogne pour Patricia Kaas (2016), L'Ombre de ma voix pour Tina Arena (2018), Sensible & On a déjà pour le duo Hollydays (2018), Maintenant & Longtemps pour Martin Rappeneau (2023)…
En 2019, elle présente le projet Kérosène, décliné en deux supports : un livre et un album. Dans une interview à l'occasion de la sortie de cet album, elle se confie sur son addiction à la cocaïne et à l'alcool,.
Son second livre Les montagnes roses paraît en août 2022 aux Éditions Eyrolles. Elle y raconte son combat contre le cancer du sein et lève le voile sur les tabous du cancer et de l'hormonothérapie.

## Discographie

### Singles
- 2006 : La Liste
- 2006 : Ciao bella
- 2007 : Sombre Con
- 2009 : Yes We Did
- 2010 : Comment c'était déjà
- 2013 : Et puis Juin
- 2013 : Mais ça va
- 2013 : Aux éclats je ris
- 2015 : Je compte
- 2015 : Pour être deux en duo avec Jean-Louis Murat
- 2019 : Larmes à paillettes
- 2020 : Si ce n'était pour toi
- 2021 : Rien de spécial en duo avec Julie Zenatti
- 2021 : Une bière, un croissant
- 2022 : Les montagnes roses

### Distinctions
- 2007 : Talent France Bleu Catégorie découverte
- 2008 : Globe de Cristal de la meilleure interprète féminine

### Romans autobiographique
- Rose, Kérosène : Les Éditions Ipanema, 2019, 150 p.  (ISBN 978-2364781498).
- Rose, Les montagnes roses : Éditions Eyrolles Bien-être, 2022,  (ISBN 2416007610).

### Autres livres
- Rose, Contre-Addictions : Éditions Eyrolles Bien-être, 2024  (ISBN 978-2416013027).

## Podcast
- Contre-Addictions, depuis 2022, en co-production avec l'Agence Double Monde